# Las Pilas (Texas)
Pour les articles homonymes, voir Las Pilas.
Las Pilas est une census-designated place située dans le comté de Webb, dans l’État du Texas, aux États-Unis. Sa population s’élevait à 28 habitants lors du recensement de 2010.